# Чон Доджон
Чон Доджон (кор. 정도전?, 鄭道傳?; 1342 — 6 октября 1398), также известен под псевдонимом Самбон (кор. 삼봉), — корейский учёный-чиновник в период от позднего Корё до начала периода Чосон. Служил Первым советником Чосон с 1392 до 1398 года, когда он был убит Ли Бан Воном, пятым сыном Ли Сон Ге, основателя Чосон. Чон Доджон был советником Ли Сон Ге и главным архитектором политической системы Чосон, заложив идеологические, институциональные и законодательные концепты, которые будут им использоваться им на протяжении пяти столетий.

## Биография

### Предпосылки и начало карьеры
Чон Дочжон родился в дворянской семье в Ёнджу на территории современной Южной Кореи. Его семья перестала быть простолюдином примерно за четыре поколения до этого и медленно поднялась по служебной лестнице на государственной службе. Его отец первым в семье получил высокий пост. Несмотря на все трудности, он стал учеником И Дже Хён, и вместе с другими ведущими мыслителями того времени, такими как Чон Мон Чжу, его проницательный интеллект начал влиять на корейскую политику.

### Отношения с Ли Сон Ге
Связи Чон Дочжона с Ли Сон Ге и основанием Чосон были чрезвычайно тесными. Говорят, что он сравнил свои отношения с Ли Сон Ге, с отношениями между китайским императорским советником, которого звали Чжан Лян, и Ханьским императором Гао-цзу. Политические идеи Чон Дочжона оказали длительное влияние на политику династии Чосон и законы.
Эти двое впервые познакомились в 1383 году, когда Чон Дочжон посетил Ли Сон Ге в его квартире в провинции Хамгён. После того, как Ли Сон Ге (Тэджо из Чосона) основал Чосон в июле 1392 года, он назначил Чон Дочжона одновременно на высшую гражданскую и военную должность, наделив его всей необходимой властью для основания новой династии. Решая всю политику, от военного дела, дипломатии и до образования, он заложил политическую систему Чосон и налоговые законы, заменил буддизм на конфуцианство в качестве национальной религии, перенёс столицу из Гэсона в Ханян (современный Сеул) изменил политическую систему королевства с феодализма на высокоцентрализованную бюрократию и написал свод законов, который в конечном итоге стал Конституция Чосон. Он даже определил названия каждого дворца, восьми провинций и районов в столице. Он также работал над освобождением многих рабов и реформировал земельную политику.

### Конфликт с Ли Банвоном
После основания Чосон в июле 1392 года Чон Дочжон вскоре столкнулся с Ли Банвон из-за вопроса об избрании наследного принца, будущего преемника Ли Сон Ге (Тэджо из Чосон). Из всех принцев Ли Банвон внёс наибольший вклад в приход к власти своего отца и ожидал, что его назначат наследным принцем, хотя он был пятым сыном Тэджо. Однако Чон Доджон убедил Тэджо назначить наследным принцем своего восьмого сына Ли Бан Сока (сводного брата Ли Банвона). Их конфликт возник из-за того, что Чон Дочжон видел Чосон как королевство, возглавляемое министрами, в то время как король должен был быть в значительной степени символической фигурой, в то время как Ли Банвон хотел установить абсолютную монархию, управляемую непосредственно королём. Обе стороны прекрасно осознавали огромную враждебность друг друга и готовились нанести удар первыми. После внезапной смерти королевы Синдок в 1398 году, когда король Тэджо все ещё оплакивал её (свою вторую жену и мать Ли Бан Сока), Ли Банвон первым совершил набег на дворец и убил Чон Доджона и его сторонников. а также два сына королевы Синдок, включая наследного принца, во время переворота, который стал известен как Первая борьба принцев. Тэджо, который беспомощно наблюдал, как его любимые сыновья и министры были убиты силами Ли Бан Вона, с отвращением отрёкся от престола и продолжал сердиться на Ли Бан Вона даже после того, как Ли Бан Вон стал третьим королём Чосон, Тэджон из Чосона .
На протяжении большей части истории Чосон Чон Дочжон подвергался критике или игнорированию, несмотря на его вклад в её создание. Он был окончательно реабилитирован в 1865 году в знак признания его роли в проектировании Кёнбоккун (главного дворца). Ранее Чонджо опубликовал сборник сочинений Чон Дочжона в 1791 году. Когда-то близкий друг и соперник Чон Доджона Чон Монджу был убит Ли Банвоном за то, что оставался верным Династии Корё была почитаема Ли Банвоном посмертно и помнилась как символ преданности династии Чосон, несмотря на то, что была её самым решительным противником.

## Интеллектуальная деятельность
Чон Дочжон был главным противником буддизм в конце периода Корё. Он был учеником мысли Чжу Си. Используя Неоконфуцианскую философию школы Чэн-Чжу в качестве основы своей антибуддийской полемики, он критиковал буддизм в ряде трактатов как коррумпированный в своей практике и нигилистический. и антиномизм в своих доктринах. Самым известным из этих трактатов был «Bulssi Japbyeon» («Массив критики буддизма»). Он был одним из основателей Sungkyunkwan, королевской конфуцианской академии, и одним из первых её преподавателей.
Чон Доджон был одним из первых корейских учёных, назвавших свою мысль Силхак, или «практическое обучение». Однако его обычно не причисляют к представителям традиции силхак, которая возникла намного позже, в период Чосон.

## Политическая мысль
Чон Дочжон утверждал, что правительство, включая самого короля, существует ради людей. Его легитимность могла исходить только от доброжелательной государственной службы. Во многом на этом основании он узаконил свержение династии Корё, утверждая, что правители Корё отказались от своего права на власть.
Чон Доджон разделил общество на три класса:
(а) большой низший класс сельскохозяйственных рабочих и ремесленников,
(б) средний класс литераторов и
(в) небольшой высший класс бюрократов. Он считал, что всех, кто не входит в эту систему, включая буддийских монахов, шаманов и артистов, представляет собой «порочную» угрозу социальной ткани.

## Принятие
Сразу после смерти его критиковали как предателя династии Корё и жадного политика, который пытался захватить власть над своим королём. В течение следующих 300 лет его считали вероломным злодеем. Например, Сон Сиёль, наиболее уважаемый философ династии Чосон XV века, всегда использовал слово «коварный», когда упоминал о Чон Дочжоне. Yi Ik, также известный корейский философ средневековья династии, называл его «фигурой» который заслужил быть убитым «в своей книге Сон Хо Са Соль.
Однако с всплеском ревизионизма в XVIII веке его творчество стало оцениваться под другим углом. Чонджо, 22-й король Чосон, переиздал Самбон Чжипа, отметив его работу по построению политических систем и интеллектуальных основ династии.

## Работы
- Sambong Jip (삼봉집, 三峯集)
- Joseon Gyeong Gukjeon (조선경국전, 朝鮮經國典)
- Daemyeongryul Joseoneohae (대명률조선어해, 大明律朝鮮語解)
- Gyeongje Mungam (경제문감, 經濟文鑑)
- Bulssi Japbyeon (불씨잡변, 佛氏雜辨)
- Simmun Cheondap (심문천답, 心問天答)
- Simgiri (심기리, 心氣理)
- Hakja Jinamdo (학자지남도, 學者指南圖)
- Jinmaek Dogyeol (진맥도결, 診脈圖結)
- Goryeo Guksa (고려국사, 高麗國史)
- Jin Beop (진법, 陣法)
- goryeosa (고려사, 高麗史)